# Ида (нимфа)
Ида (или Иде; Ἴδη) — в древнегреческой мифологии нимфа; одна из тех, кто на Крите тайно заботилась о новорожденном Зевсе.

## Мифология
Согласно Псевдо-Аполлодору, Рея, спасая своего сына от его отца Кроноса, который пожирал собственных детей, вручила мужу вместо младенца запеленатый камень, а новорожденного Зевса тайно отдала на попечение нимфам Адрастее и Иде, дочерям царя Крита Мелисса, который был главой критских корибантов. Нимфы вскармливали дитя молоком козы Амалфеи. При этом, согласно Гаю Юлию Гигину, обе нимфы (а также коза Амалфея) были дочерьми Океана, о которых, однако, «другие говорят, что они дочери Мелисса». Нимфу Иду связывали с одноименной горой на Крите, на склонах которой расположена Идейская пещера, где, по одной из версий мифа, прятали маленького Зевса.

## В культуре
По данным писателя и географа II века Павсания, Ида была представлена на алтаре Афины Алеи в Тегее. Она изображена как одна из восьми нимф по обеим сторонам от центральных фигур Реи и нимфы Oenoe, держащей на руках младенца Зевса. По одну сторону от них изображены Глауке, Неда, Фезоа и Антрация, а по другую Ида, Хагно, Алциноя и Фрикса.
В честь нимфы Иды назван астероид главного пояса (243) Ида, обнаруженный в 1884 году австрийским астрономом Иоганном Пализой.